# Република Формоза
Република Формоза е краткотрайна република, съществувала на остров Тайван през 1895 г. Републиката е провъзгласена на 23 май 1895 г. и спира да съществува на 21 октомври, когато републиканската столица Тайпе е превзета от японците. Въпреки че понякога се твърди, че е първата азиатска република, която е била провъзгласена, тя е била предшествана от Република Ланфан в Борнео, създадена през 1777 г., както и от Република Едзо в Япония, създадена през 1869 г.